# Johannes X. Kamateros
Johannes X. Kamateros (griechisch Ιωάννης Ι΄ Καματηρός; † 1206) war Patriarch von Konstantinopel (1198–1204).

## Leben
Johannes stammte aus der Familie Kamateros. Zu ihr gehörte u. a. auch Euphrosyne Doukaina Kamatera, Ehefrau von Kaiser Alexios III. Angelos. Sein Geburtsjahr ist nicht überliefert. Er genoss eine hohe Bildung. Er war Chartophylax, eine hohe geistliche Position im Verwaltungsapparat des Patriarchats.
Am 5. August 1198 wurde er zum Patriarchen von Konstantinopel eingesetzt. Von 1198 bis 1200 ist ein Briefwechsel mit Papst Innozenz III. erhalten über Fragen des Primates des Papstes und das filioque.
1204 ging er nach der Eroberung von Konstantinopel durch Kreuzfahrer nach Didymoteichon in Thrakien.
1205/06 lehnte er es ab, Theodor I. Lascaris zum ersten byzantinischen Kaiser im Exil in Nikaia zu krönen und erklärte seinen Verzicht auf das Amt des Patriarchen.
Er starb im April oder Mai 1206.